# Église Saint-Léger de Cussangy
L'église Saint-Léger est une église située à Cussangy, en France.

## Localisation
L'église est située sur la commune de Cussangy, dans le département français de l'Aube.

## Historique
L'édifice est inscrit au titre des monuments historiques en 1926.